# 小行星1069
小行星1069（1069 Planckia）是一颗围绕太阳公转的小行星。1927年1月28日，马克斯·沃夫在海德堡发现了此天体。
該小行星以德國物理學家馬克斯·普朗克命名。
这颗小行星的绝对星等为9.60等。